# Наводнения в Република Македония (2016)
Наводненията в Република Македония се случват след проливни валежи в западните и северозападните части на страната на 6 август 2016 г.
В продължение на 24 часа в Скопие падат около 93 l/m2 валежи, което е причина за образуването на висока вълна и наводнение, при което загиват 22 души, а шестима други се водят за безследно изчезнали.
В следобедните часове от 6 август 2016 г., около 17:30 ч. местно време, започва да вали проливен дъжд в Скопие. Валежите прекратяват около 9:30 ч. местно време на следващия ден, като най-големи количества валеж падат през нощта около 3:30 ч. местно време. От метеорологичната служба на Република Македония съобщават, че са паднали 93 l/m2 валежи, което се равнява на средното количество за целия месец август. Нивото на водата в някои от най-засегнатите райони достига височина от 1,5 m. От метеорологичната служба се съобщава, че повече от 800 светкавици са били регистрирани в първите два часа на бурята. Най-малко 22 души са загинали, а десетки други са ранени или безследно изчезнали. Тежко пострадали са и три села в северната част на страната.
В засегнатите райони е обявено двуседмично бедствено положение, а 8 август 2016 г. е обявен за Ден на национален траур.